# Premi e riconoscimenti delle After School
Questo è l'elenco dei premi e delle nomination ricevute dal gruppo musicale sudcoreano After School e dalla sua sotto-unità Orange Caramel.

## Premi coreani

### Asia Model Awards
| Anno | Premio            | Ricevente    | Risultato       |
| ---- | ----------------- | ------------ | --------------- |
| 2014 | Premio popolarità | After School | Vincitore/trice |

### Billboard Japan Music Awards
| Anno | Premio                             | Ricevente    | Risultato       |
| ---- | ---------------------------------- | ------------ | --------------- |
| 2010 | Nuovo artista k-pop dell'anno 2009 | After School | Vincitore/trice |

### Cyworld Digital Music Awards
| Anno | Premio                       | Ricevente | Risultato       |
| ---- | ---------------------------- | --------- | --------------- |
| 2009 | Esordiente del mese - aprile | Diva      | Vincitore/trice |

### Golden Disk Awards
| Anno | Premio               | Ricevente    | Risultato   |
| ---- | -------------------- | ------------ | ----------- |
| 2012 | Disk Daesang         | Virgin       | Candidato/a |
| 2012 | Disk Bonsang         | Virgin       | Candidato/a |
| 2012 | Premio popolarità    | After School | Candidato/a |
| 2013 | Premio album singolo | Flashback    | Candidato/a |
| 2013 | Premio popolarità    | After School | Candidato/a |

### Korea International Awards
| Anno | Premio                             | Ricevente    | Risultato       |
| ---- | ---------------------------------- | ------------ | --------------- |
| 2011 | Artista internazionale dell'anno   | After School | Candidato/a     |
| 2011 | Top 5 degli artisti internazionali | After School | Vincitore/trice |
| 2011 | Miglior artista j-pop              | After School | Candidato/a     |
| 2011 | Top 5 degli artisti j-pop          | After School | Candidato/a     |
| 2011 | Miglior musica k-pop               | After School | Candidato/a     |
| 2011 | Top 5 della musica k-pop           | After School | Candidato/a     |
| 2011 | Miglior gruppo femminile           | After School | Candidato/a     |
| 2011 | Top 5 dei gruppi femminili         | After School | Vincitore/trice |
| 2011 | Il più popolare                    | After School | Candidato/a     |

### Korea Lifestyle Awards
| Anno | Premio                 | Ricevente    | Risultato       |
| ---- | ---------------------- | ------------ | --------------- |
| 2009 | Miglior icona di stile | After School | Vincitore/trice |

### Korean Culture Entertainment Awards
| Anno | Premio                          | Ricevente    | Risultato       |
| ---- | ------------------------------- | ------------ | --------------- |
| 2011 | Premio Korea Entertainment News | After School | Vincitore/trice |
| 2012 | Miglior cantante donna          | After School | Candidato/a     |

### Korean Popular Culture and Arts Awards
| Anno | Premio                                 | Ricevente    | Risultato       |
| ---- | -------------------------------------- | ------------ | --------------- |
| 2011 | Premio Korean Popular Culture and Arts | After School | Vincitore/trice |

### Korean Visual Arts Festival
| Anno | Premio                  | Ricevente      | Risultato       |
| ---- | ----------------------- | -------------- | --------------- |
| 2010 | Premio per la fotogenia | Orange Caramel | Vincitore/trice |

### Melon Music Awards
| Anno | Premio                   | Ricevente    | Risultato   |
| ---- | ------------------------ | ------------ | ----------- |
| 2009 | Premio Bonsang           | After School | Candidato/a |
| 2009 | Premio stella            | After School | Candidato/a |
| 2010 | Video musicale dell'anno | Bang!        | Candidato/a |
| 2011 | Premio Bonsang           | After School | Candidato/a |

### Mnet Asian Music Awards
| Anno | Premio                 | Ricevente | Risultato   |
| ---- | ---------------------- | --------- | ----------- |
| 2009 | Migliori nuove artiste | Diva      | Candidato/a |

### MTV Video Music Awards Japan
| Anno | Premio                       | Ricevente                        | Risultato       |
| ---- | ---------------------------- | -------------------------------- | --------------- |
| 2012 | Miglior video collaborazione | Make it Happen (con Namie Amuro) | Vincitore/trice |

### Seoul Music Awards
| Anno | Premio                    | Ricevente      | Risultato       |
| ---- | ------------------------- | -------------- | --------------- |
| 2010 | Premio miglior esordiente | After School   | Vincitore/trice |
| 2012 | Premio Bonsang            | Orange Caramel | Candidato/a     |
| 2012 | Premio popolarità         | Orange Caramel | Candidato/a     |
| 2013 | Premio Bonsang            | Flashback      | Candidato/a     |
| 2013 | Premio popolarità         | Flashback      | Candidato/a     |
| 2013 | Premio Bonsang            | Lipstick       | Candidato/a     |
| 2013 | Premio popolarità         | Lipstick       | Candidato/a     |
| 2014 | Premio Bonsang            | First Love     | Candidato/a     |
| 2014 | Premio popolarità         | First Love     | Candidato/a     |

### SBS MTV Best of the Best
| Anno | Premio                            | Ricevente      | Risultato       |
| ---- | --------------------------------- | -------------- | --------------- |
| 2012 | Miglior video comico              | Lipstick       | Vincitore/trice |
| 2012 | Miglior rivale (contro le Secret) | Orange Caramel | Candidato/a     |

### Yahoo! Asia Buzz Awards
| Anno | Premio                                    | Ricevente    | Risultato   |
| ---- | ----------------------------------------- | ------------ | ----------- |
| 2009 | Stella Top Buzz: categoria cantanti donne | After School | Candidato/a |